# Michael Manicardi
Michael Manicardi (Verenigd Koninkrijk, 12 augustus 1952) is een in Nederland werkzaam acteur, schrijver, theatermaker en de oprichter en artistiek leider van het Badhuistheater te Amsterdam.

## Biografie
Manicardi voltooide in 1972 zijn opleiding aan de Royal Academy of Dramatic Art. Vanaf 1976 maakt hij voorstellingen in Nederland. Als zelfstandig acteur speelde hij onder andere met theatergroep Carrousel en De Nieuw Amsterdam.
In 1983 heeft hij met zijn gezelschap Het Mobiele Bochel Theater het Badhuis Andreas Bonnstraat omgebouwd tot het Badhuistheater, een communitytheater in Amsterdam-Oost.

## Acteur
Hij acteerde in:
- Festival of Fools (Theatre Slapstique, Amsterdam, 1976-'79)
- Folter Follies (Mickerytheater, Amsterdam, 1976)
- Wolvenbocht (Theatergroep Carrousel, Amsterdam, 1984)
- De laatste dagen van Clover Fields, of A Coon's Carnival (De Nieuw Amsterdam, 1987)
- De koopman van Amsterdam (De Nieuw Amsterdam, tournee door Nederland en België, 1988)
- Miss Julie (Chamber Theatre, St. Petersburg, 1992)
- A Seagull (Amsterdam Chamber Theatre, 1992)
- De brave soldaat Svejk (Amsterdam Chamber Theatre, 1994)
- Water bij de Wibaut (Amsterdam, 2010)[2]

## Schrijver
- Een recht, twee averecht (Utrecht, 1980)
- De brave soldaat Svejk met Vladimir Koifman (Amsterdam, 1994)
- De badmeester (Amsterdam, 2003)
- Verborgen buren (Amsterdam, 2009)
- Water bij de Wibaut (Amsterdam, 2010)
- De brave soldaat Svejk (Amsterdam, 2019)[3]
- The Playgirl of the Western World (Amsterdam, 2021)
- The Scarperer (Amsterdam, 2022)[4]
- More War (Amsterdam, 2024)[5]
- Bulgakov's Revenge (Amsterdam, 2024)[6]

## Regisseur
- Water bij de Wibaut van Michael Manicardi (2010)
- Juno and the Paycock van Sean O'Casey (2015)
- The Plough and the Stars van Sean O'Casey (2015)
- The Shadow of a Gunman van Sean O'Casey (2016)
- 'Allo 'Allo! van Jeremy Lloyd en David Croft (2016)
- Blackadder Goes Forth: Part 1 van Ben Elton (2017)
- Entertaining Mr Sloane van Joe Orton (2018)
- Blackadder Goes Forth: Part 2 van Ben Elton (2018)
- De brave soldaat Svejk van Michael Manicardi (2019)
- Badkast & The Duck and the Dancers (2020)
- The Playgirl of the Western World -  een bewerking van The Playboy of the Western World van JM Synge (2021)

Daarnaast produceerde hij veel voorstellingen in het Badhuistheater en andere locaties.

### Carrière
Manicardi is vooral bekend vanwege zijn werk bij het Badhuistheater, een onafhankelijk theater in Amsterdam. Als oprichter en artistiek leider van dit theater heeft hij talloze producties op de planken gebracht. Het Badhuistheater staat bekend om zijn unieke locatie, de voormalige badhuis op de Boerhaaveplein, en om zijn diverse programmering die de klassieke en hedendaagse theatergenres met elkaar vermengt. Onder Manicardi's leiding heeft het theater zowel in Nederland als internationaal erkenning gekregen voor zijn avant-gardistische benadering van theater.
Naast zijn werk als theaterdirecteur, heeft Manicardi zich gepositioneerd als een veelzijdige acteur en regisseur. Hij heeft in verschillende toneelstukken gespeeld, maar is ook bekend van zijn regiewerk waarin hij zich richt op zowel het dramaturgische proces als het visuele aspect van de voorstelling.

### Badhuistheater
Manicardi is sinds de oprichting van het Badhuistheater in 1983 betrokken bij het programma van het theater. Het Badhuistheater heeft zich gepositioneerd als een platform voor experimenteel theater, waarin klassieke werken een nieuwe invulling krijgen en lokale en internationale talenten de kans krijgen om zichzelf uit te drukken. Het theater biedt ook ruimte voor multidisciplinaire projecten, waarin bijvoorbeeld dans, muziek en visuele kunst vaak worden gecombineerd met theater.

### Thema's en Stijl
Mike Manicardi’s werk kenmerkt zich door een verlangen om het traditionele theater te vernieuwen. Zijn producties zijn vaak geavanceerd in zowel vorm als inhoud, met veel aandacht voor de interactie tussen acteur en publiek. Hij streeft ernaar om theater toegankelijk en relevant te maken voor een breed publiek, terwijl hij zich niet schuwt om grote thema’s zoals de menselijke ervaring, sociale vraagstukken en de complexiteit van interpersoonlijke relaties aan te pakken.
In veel van zijn regiewerken is er ook ruimte voor humor en zelfreflectie, wat vaak wordt gepaard met een zekere mate van absurditeit. Hij is altijd op zoek naar manieren om de conventies van het theater uit te dagen en zijn publiek op nieuwe manieren aan te spreken.

### Overig werk
Naast zijn werk in het theater heeft Manicardi ook een aantal podcastprojecten opgezet, waaronder de podcast "Making Invisible Theaters Visible", waarin hij met andere theatermakers en kunstenaars praat. Deze podcast biedt een inkijkje in Manicardi's artistieke wereld en zijn visie op de toekomst van het theater.

### Invloeden
Zijn werk is sterk beïnvloed door zowel de traditionele Europese theatertraditie als de meer experimentele en hedendaagse invloeden van het internationale theater. Hij heeft samengewerkt met verschillende gerenommeerde theatermakers en heeft invloeden uit Duitse en Franse theaterstromingen, evenals de Ierse toneeltraditie, in zijn werk geïntegreerd.

### Privéleven
Mike Manicardi woont in Amsterdam, waar hij actief is in de kunst- en cultuursector. Naast zijn artistieke carrière staat hij bekend om zijn betrokkenheid bij de Amsterdamse theatergemeenschap, zijn steun aan lokale culturele initiatieven en zijn werk met de lokale gemeenschap in Amsterdam-Oost.